# Ниссен, Антон
Антон Ниссен (нем. Anton Nissen; 18 ноября 1866, Тённер, Дания — 28 сентября 1934, Ахим, Германия) — немецкий и датский художник.

## Жизнь и творчество
После окончания средней школы в Рендсбурге получил в юности сельскохозяйственное образование. В возрасте 22-х лет начинает обучение рисованию у художника Карла Людвига Йессена, изображавшего на своих полотнах преимущественно картины фризского народного быта. Другим его преподавателем в области изобразительного искусства становится Бенедикт Момме Ниссен. Последний взял его с собой для продолжения образования в Саксонию, в Высшую школу искусств в Веймаре. Здесь Антон Ниссен учится у художников Станислауса фон Калькрёйта и Теодора Хагена. Около 1890 года молодой художник переезжает в Мюнхен, открывает здесь свою мастерскую и завязывает дружеские отношения с художником Отто Генрихом Энгелем.
Проживая постоянно в Мюнхене, Антон Ниссен часто посещает различные колонии-поселения художников — в Дахау, в Хеймхаузене и особенно часто — на севере Германии в Эркезунде, на побережье Фленсбургской бухты (Flensburger Förde). В 1891 году он, вместе с Вальтером Хеккелем, приезжает работать в колонию художников Готмунд. В 1896 году живописец переезжает в Гамбург, чтобы иметь возможность чаще бывать в колонии художников Экензунд. В 1902 году он, вместе со своей женой, художницей Марией Ниссен, перебирается в большой дом в соседнем городке Ринкенис, ставшим вскоре местом собраний художников Экензунда.
Антон Ниссен известен в первую очередь как мастер пейзажной живописи, отражавшей природу северного Шлезвига. Был также автором жанровых полотен. Работы Антона Ниссена можно увидеть в музеях Германии и Дании. Антон Ниссен — отец художника и яхтсмена Арндта Георга Ниссена.

## Галерея

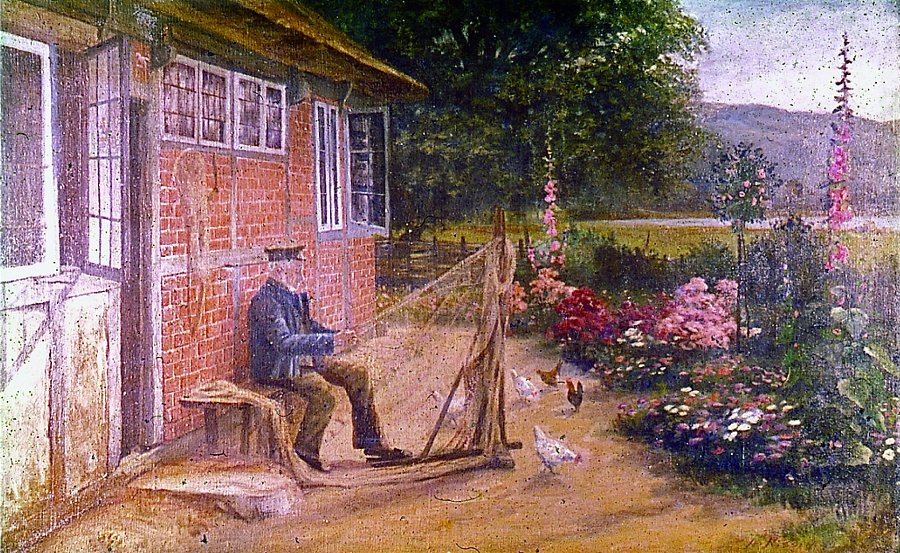
Плетущий сень старый рыбак перед своим домом в Готмунде
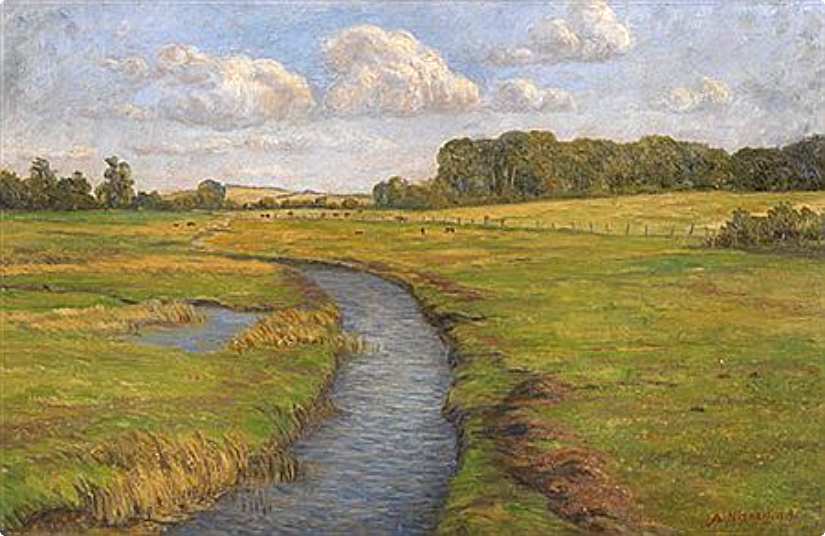
Пейзаж Кекениса
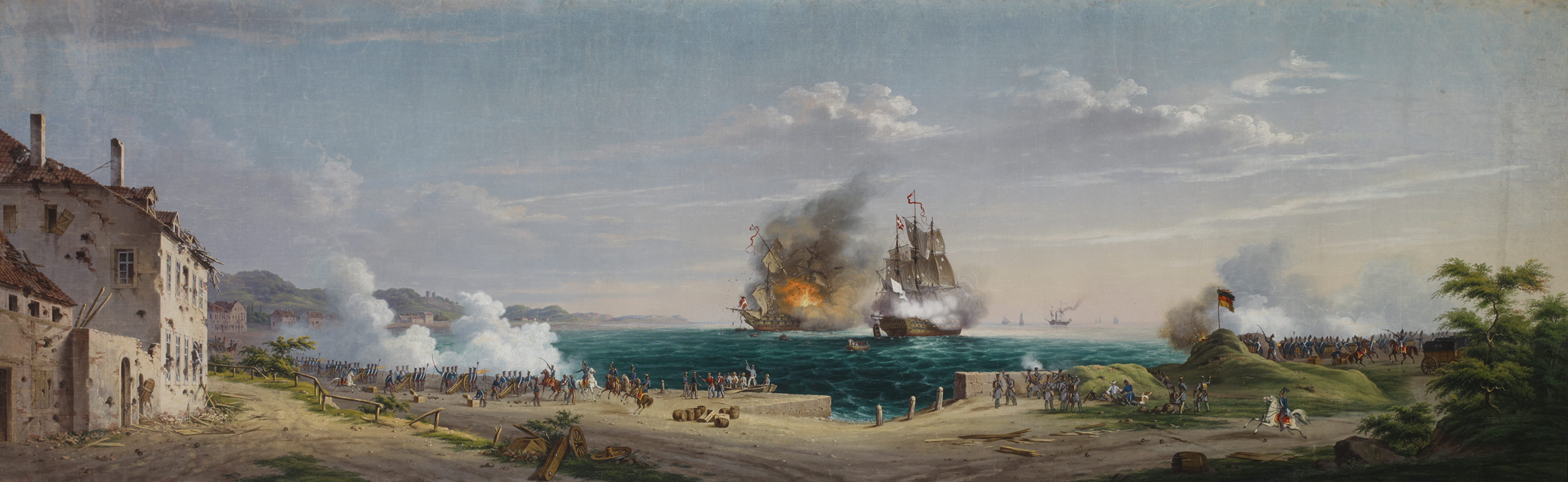
Морское сражение в Экернфьорде в 1849 году (ок. 1899 года)